# 古雷弗·古雷夫森
古雷弗·古雷夫森（1975年7月14日—）是一位冰島足球運動員。在場上的位置是守門員。他現在效力於冰島足球甲級聯賽球隊布列達布利克競技俱樂部。他也代表冰島國家足球隊參賽。